# 1143
Cette page concerne l'année 1143  du calendrier julien.
Cet article possède un paronyme, voir 11.43.
L'année 1143 est une année commune qui commence un vendredi.

## Événements
- 26 janvier : mort d’Ali Ben Youssef[1]. L’empire almoravide se disloque. Son fils Tachfin Ben Ali essaie en vain d’arrêter l’avance des Almohades (fin en 1145).

- 26-27 juin : une attaque des normands de Sicile échoue contre Tripoli[2]. La flotte de Roger II de Sicile a plus de chance devant Djidjelli[3], Sousse et Sfax[4]. Elle ravage les côtes d’Ifriqiya tous les étés de 1143 à 1146[5].

- 10 novembre : Baudouin III, fils de Foulques V d’Anjou, devient roi de Jérusalem (fin en 1163) sous la régence de Mélisende[6].

### Europe

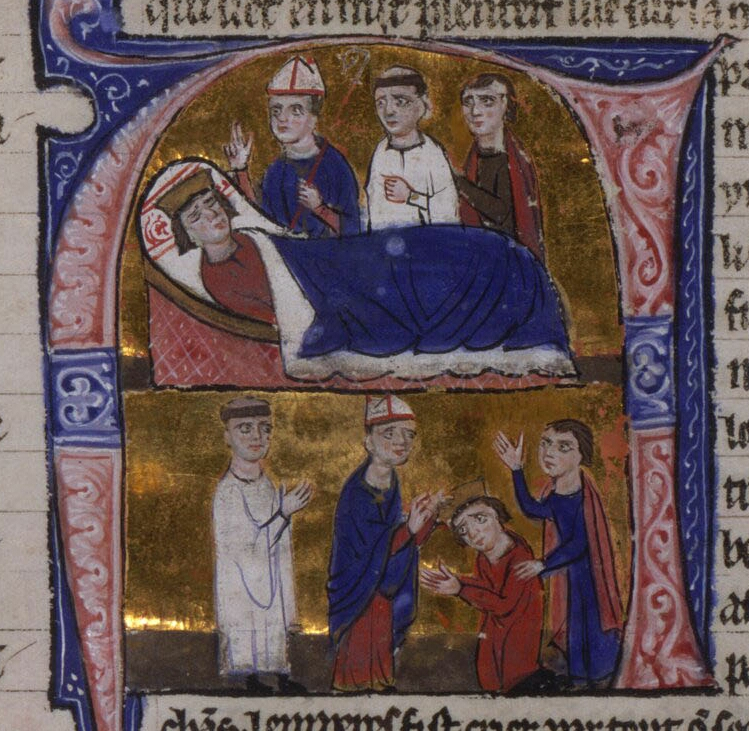
Mort de Jean II Comnène. Couronnement de Manuel Ier Comnène. Manuscrit de Guillaume de Tyr, Historia Israël, Acre, XIIIe siècle

- Janvier : massacre de Vitry-en-Perthois. En 1141, le roi de France Louis VII le Jeune se brouille avec le Saint-Siège au sujet du titulaire de l’archevêché de Bourges. Le protégé du pape s’étant réfugié auprès de Thibaut II de Champagne, Louis envahit la Champagne en décembre 1142 et met le feu au bourg de Vitry-en-Perthois, provoquant la mort d’une grande partie de la population réfugiée dans l’église[7]. Après l’intervention du pape, il évacue la Champagne.

- Juin : création du monastère cisterciens d’Alvastra, suivie par celle de Nydala, en Suède[8].
- 1er juin : Robert de Gloucester bat le roi Étienne de Blois à la bataille de Wilton, mais il ne parvient pas à le capturer.
- 15 août (date présumée)[9] : couronnement de Manuel Ier Comnène, empereur byzantin (fin en 1180). Fils cadet de Jean II Comnène, il ambitionne de restaurer l’Empire universel. Mais il n’en a pas les moyens. Il compte réaliser son rêve par l’union des Églises (1167). Il inquiète amis et adversaires par des interventions décousues en Italie (1168). Il entre en conflit avec Venise pour secouer sa tutelle économique (1171).

- 2 septembre : à Fourques, l’archevêque d'Arles Raimon de Montredon remet l’Argence — un petit territoire entre Beaucaire et Saint-Gilles — en fief au comte de Toulouse (de 1112 à 1148), qui était également marquis de Provence[10].
- 24 septembre : décès du pape Innocent II (Gregorio Papareschi), 164e pape de l’Église catholique romaine[11].
- 26 septembre : élection du nouveau pape, Célestin II, (fin du pontificat le 8 mars 1144)[11].

- 5 octobre : le roi de Castille Alphonse VII reconnaît le royaume de Portugal au traité de Zamora[12]. Il n’obtient pas l’hommage vassalique d’Alphonse Ier Henriques qui préfère le prêter au pape.
- 13 décembre : le roi Alphonse Ier prête hommage au Saint-Siège pour le royaume de Portugal[13]. Selon un acte apocryphe publié en 1632[14], les Cortes de Lamego auraient confirmé son élection et établi la loi de succession du royaume[15].

- Les troupes d’Alphonse VII de Castille, conduites par Munio Alfonso, font un raid sur Cordoue ; poursuivies par les rois de Cordoue et de Séville, elles les battent près de Montiel[16].
- Hérésie manichéenne signalée à Cologne par Everin de Steinfeld[17].
- Henri le Lion intervient dans un conflit entre Adolphe II de Holstein et Henri de Badewide (de) ; Adolphe est confirmé dans la possession du Holstein et Henri obtient le comté de Ratzebourg pris sur le territoire de la tribu slave des Polabes[18].
- Fondation de Lübeck sur la Baltique par Adolphe II de Holstein, cofondatrice de la Hanse avec Hambourg[19].
- La ville de Reims obtient les franchises communales, qui lui sont retirées peu après[20].